# Penny Downie
Penny Downie est une actrice Australienne née en 1954 à Brisbane dans le Queensland.

## Filmographie

### Cinéma
- 1982 : Crosstalk : Cindy
- 1985 : Wetherby : Chrissie
- 1987 : Lionheart : Madelaine
- 1997 : Food of Love : Mary
- 2000 : Chez les heureux du monde : Judy Trenor
- 2009 : Invictus : Mme Pienaar
- 2011 : W.E. : Dr Vargas
- 2016 : Jackie : Janet Lee
- 2017 : Breathe : Tid
- 2020 : The Jester from Transylvania : Mme Pennington

### Télévision
- 1976 : Bellbird : Kelly Jamison (71 épisodes)
- 1979 : Skyways : Miranda (1 épisode)
- 1980 : Prisoner : Kerry Vincent (12 épisodes)[1]
- 1986 : Signé Cat's Eyes : Barbara Dashley (1 épisode)
- 1988 : Campaign : Sarah Copeland (6 épisodes)
- 1988 : A Taste for Death : Inspecteur Kate Miskin (6 épisodes)
- 1991 : Stanley and the Women : Susan Duke (4 épisodes)
- 1992 : Underbelly : Barbara Manning (4 épisodes)
- 1993 : Inspecteur Morse : Wendy Hazlitt, l'infirmière (1 épisode)
- 1998 : Crime et Châtiment : Katerina
- 1999 : Lost for Words : Aileen
- 1999 : Kavanagh : Mme Rosalind McEnery (1 épisode)
- 2001 : The Cazalets : Sid (6 épisodes)
- 2003 : Trust : Anita Matteo (1 épisode)
- 2004 : Meurtres à l'anglaise : Dr Tessa Jellicoe (1 épisode)
- 2004 : MI-5 (1 épisode)
- 2004 : La Revanche de Sherlock Holmes : Judith Massingham
- 2005 : Timewatch : Caecilia (1 épisode)
- 2005 : Rencontre au sommet : Ruth
- 2005 : Ash et Scribbs : Zenith (1 épisode)
- 2005 : All About George : Evelyn (6 épisodes)
- 2005 : Scotland Yard, crimes sur la Tamise : Mme Thorpe (1 épisode)
- 2005 : L'Affaire Sextus, 81 avant J.C. : Caecilia
- 2006 : Judge John Deed : Moira Blackthorn (1 épisode)
- 2006 : Hercule Poirot : Frances Cloade (1 épisode)
- 2006-2007 : New Street Law : Honor Scammell (14 épisodes)
- 2008 : Flics toujours : Diane King (1 épisode)
- 2010-2014 : Doctors : Jessica Boyd et Maisie Padkin (2 épisodes)
- 2011 Meurtres en sommeil : Bonnie Yorke (2 épisodes)
- 2011 : Silk : Helen Guthrie (1 épisode)
- 2011 : The Shadow Line : Caroline Monroe (1 épisode)
- 2011 : Londres, police judiciaire : Rachel Mathesson (2 épisodes)
- 2012 : Les Enquêtes de Vera : Veronica Eliot (1 épisode)
- 2013 : Ripper Street : Flora Gable (1 épisode)
- 2013 : Father Brown : Révérende Augustine (1 épisode)
- 2013 : Affaires non classées : Anne Percival (1 épisode)
- 2014 : Suspects : Fiona Sullivan (1 épisode)
- 2014 : Downton Abbey : Lady Sinderby (4 épisodes)[1]
- 2016 : Les Mystères de Londres : Mme Sulzbach (1 épisode)
- 2016 : L'Agent secret : Lady Blackwood (3 épisodes)
- 2017 : Black : Ellen (6 épisodes)
- 2019 : Absentia : Valerie Chandris (3 épisodes)
- 2019 : The Crown : Alice de Gloucester (5 épisodes)
- 2024 : A Gentleman in Moscow : Comtesse Rostova (4 épisodes)

### Théâtre
- 2009 : Helen[2]
- 2015 : Rabbit Hole[3]
- 2016 : All My Sons[4]